# Sphaeroma boryi
Sphaeroma boryi is een pissebed uit de familie Sphaeromatidae. De wetenschappelijke naam van de soort is voor het eerst geldig gepubliceerd in 1832 door Guérin-Méneville.